# Pristimantis capitonis
Espèce
Synonymes
- Eleutherodactylus capitonis Lynch, 1998

Statut de conservation UICN

 EN B1ab(iii) : En danger
Pristimantis capitonis est une espèce d'amphibiens de la famille des Craugastoridae.

## Répartition
Cette espèce est endémique du versant Ouest de la cordillère Occidentale en Colombie. Elle se rencontre dans les départements de Cauca et de Valle del Cauca entre 2 530 et 2 800 m d'altitude.

## Description
Les mâles mesurent de 17,8 à 22,7 mm et les femelles de 25,3 à 28,9 mm.

## Publication originale
- Lynch, 1998 : New species of Eleutherodactylus from the Cordillera Occidental of western Colombia with a synopsis of the distributions of species in western Colombia. Revista de la Academia Colombiana de Ciencias Exactas Fisicas y Naturales, vol. 22, no 82, p. 117-148 (texte intégral).